# Claudio Nicolini
Claudio Nicolini (Udine, 4 aprile 1942 – Pradalunga, 17 aprile 2023) è stato un politico e fisico italiano, studioso di biofisica.

## Biografia

### Carriera accademica
Si laureò in Fisica all'Università di Padova nel 1967; gli viene, gli venne quindi assegnato l'incarico di  assistente di Fisica sperimentale all'Università degli Studi di Lecce. Dal 1968 al 1970 lavorò come ricercatore negli Stati Uniti al Brookhaven National Laboratory (Brown University). Rientrato in Italia, insegnò Fisica sperimentale all'Università di Bari, dove svolse anche il ruolo di Ricercatore R6 dell'Istituto nazionale di Fisica nucleare.
Nel 1972 ritornò negli USA, dove si specializzò in Patologia, insegnando anche Patologia alla Temple University Medical School di Filadelfia. Nel 1975 venne nominato professore ordinario di Biofisica e Direttore dell'omonima Divisione del Dipartimento di Fisiologia e biofisica presso la stessa Università della Pennsylvania. Nel 1978 divenne Direttore della Scuola internazionale di Biostruttura pura ed applicata presso il Centro "Ettore Majorana" di Erice. Rientrato in Italia, nel 1984, fu chiamato ad insegnare Biofisica all'Università di Genova dove fondò, nel 1990, il primo Istituto di Biofisica italiano, presso la Facoltà di Medicina e Chirurgia.
Si occupò di biofisica molecolare e cellulare, in particolare della struttura e della funzione del DNA e delle macromolecole; è noto per aver chiarito la struttura quaternaria del DNA e per la scoperta del Cids (Circular Intensity Differential Scattering) che consente di riconoscere batteri, virus e cellule tumorali.

### Carriera politica
Nel 1984, al rientro dagli Stati Uniti, ricevette la nomina di Consigliere scientifico del capo del Governo Bettino Craxi ed entrò a far parte del Comitato della scienza e tecnologia presso la Presidenza del Consiglio dei ministri.
Nel 1986 si dimise da questo incarico in opposizione all'appoggio fornito dal Governo italiano al Strategic Denfese Initiative ("Progetto guerre stellari"), voluta dal Presidente statunitense Ronald Reagan. Si iscrisse al Partito Socialista Italiano con il quale venne candidato nel 1987 nel Collegio di Livorno per il Senato e nel Collegio di Bari-Foggia per la Camera dei deputati.
Dal 1990 al 1999 fu membro del Consiglio nazionale della scienza e tecnologia. Nel 1992 lasciò il PSI per aderire al movimento referendario del Patto Segni, candidandosi alla Camera nella Lista "Sì Referendum" nel Collegio di Bergamo-Brescia.
Ritornato alla politica attiva, insieme a Claudio Martelli e Gianni De Michelis, fondò il Nuovo PSI, candidandosi come capolista alle Politiche del 2001 e, nel dicembre del 2001, il I Congresso nazionale lo elegge nella segreteria nazionale; ma successivamente, non condividendone l'alleanza con la Casa delle Libertà, al II Congresso nazionale di Roma dell'aprile 2003 guidò, a capo della minoranza di "Socialismo è libertà", la scissione del Nuovo PSI.
Successivamente aderì allo SDI-Rosa nel Pugno e nel febbraio del 2006 venne nominato nell'esecutivo nazionale.
Nel corso del 2007 lasciò lo SDI per aderire al progetto del Partito Democratico con altri esponenti socialisti riuniti nel movimento Socialisti Liberal per il Partito Democratico.
| Controllo di autorità | VIAF (EN) 93617389 · ISNI (EN) 0000 0001 0926 0181 · SBN RAVV069013 · LCCN (EN) n78077348 · BNF (FR) cb134877952 (data) · J9U (EN, HE) 987007454891405171 |